# Liste des membres de la IIIe Assemblée galloise

Composition de la IIIe Assemblée galloise par groupes politiques au 9 mai 2007.
Plaid Cymru : 15 sièges
Parti travailliste : 26 sièges
Démocrates libéraux : 6 sièges
Conservateurs : 12 sièges
Non-inscrite : 1 siège

Cet article dresse, par ordre alphabétique, la liste des membres de la IIIe Assemblée galloise, ouverte le 4 mai 2007 et dissoute le 31 mars 2011.
Les membres de l’Assemblée (Assembly Members en anglais et Aelodau’r Cynulliad en gallois) sont majoritairement élus à l’occasion des premières élections générales et troisièmes de l’assemblée nationale pour le pays de Galles tenues le 3 mai 2007. À la suite d’une démission, un seul siège laissé vacant est pourvu par le candidat du parti en tête de la liste au niveau de la région électorale concernée.

## Groupes
| Groupe (appellations en anglais et en gallois) | Groupe (appellations en anglais et en gallois)                                         | Statut vis-à-vis du gouvernement    | Statut vis-à-vis du gouvernement |
| Groupe (appellations en anglais et en gallois) | Groupe (appellations en anglais et en gallois)                                         | Position                            | Période                          |
| ---------------------------------------------- | -------------------------------------------------------------------------------------- | ----------------------------------- | -------------------------------- |
|                                                | Parti travailliste gallois Welsh Labour / Llafur Cymru                                 | Participation - (I - II - III - IV) | 2007-2011                        |
|                                                | Plaid Cymru The Party of Wales / Plaid Cymru                                           | Opposition                          | 2007                             |
| Participation - (III - IV)                     | Plaid Cymru The Party of Wales / Plaid Cymru                                           | 2007-2011                           |                                  |
|                                                | Conservateurs gallois Welsh Conservatives / Y Ceidwadwyr Cymreig                       | Opposition                          | 2007-2011                        |
|                                                | Démocrates libéraux gallois Welsh Liberal Democrats / Y Democratiaid Rhyddfrydol Cymru | Opposition                          | 2007-2011                        |

## Liste
| Membre                | Membre             | Modalités d’élection                    | Modalités d’élection | Modalités d’élection | Parti | Parti               | Mandat                          |
| Identité              | Date de naissance  | Division électorale                     | Type                 | Date                 | Parti | Parti               | Mandat                          |
| --------------------- | ------------------ | --------------------------------------- | -------------------- | -------------------- | ----- | ------------------- | ------------------------------- |
| Leighton Andrews ,    | 11 août 1957       | Rhondda                                 | Circonscription      | 1er mai 2003         |       | Parti travailliste  | 4 mai 2007 — 31 mars 2011       |
| Mohammad Asghar ,     | 30 septembre 1945  | South Wales East                        | Région               | 3 mai 2007           |       | Conservateurs       | 4 mai 2007 — 31 mars 2011       |
| Lorraine Barrett ,    | 18 mars 1950       | Cardiff South and Penarth               | Circonscription      | 6 mai 1999           |       | Parti travailliste  | 4 mai 2007 — 31 mars 2011       |
| Mick Bates ,          | 24 septembre 1947  | Montgomeryshire                         | Circonscription      | 6 mai 1999           |       | Non-inscrit         | 4 mai 2007 — 31 mars 2011       |
| Peter Black ,         | 30 janvier 1960    | South Wales West                        | Région               | 6 mai 1999           |       | Démocrates libéraux | 4 mai 2007 — 31 mars 2011       |
| Nick Bourne ,         | 1er janvier 1952   | Mid and West Wales                      | Région               | 6 mai 1999           |       | Conservateurs       | 4 mai 2007 — 31 mars 2011       |
| Eleanor Burnham ,     | 17 avril 1951      | North Wales                             | Région               | 22 mars 2001         |       | Démocrates libéraux | 4 mai 2007 — 31 mars 2011       |
| Angela Burns ,        | Septembre 1957     | Carmarthen West and South Pembrokeshire | Circonscription      | 3 mai 2007           |       | Conservateurs       | 4 mai 2007 — 31 mars 2011       |
| Rosemary Butler ,     | 21 janvier 1943    | Newport West                            | Circonscription      | 6 mai 1999           |       | Parti travailliste  | 4 mai 2007 — 31 mars 2011       |
| Alun Cairns ,         | 30 juillet 1970    | South Wales West                        | Région               | 6 mai 1999           |       | Conservateurs       | 4 mai 2007 — 31 mars 2011       |
| Christine Chapman ,   | 7 avril 1956       | Cynon Valley                            | Circonscription      | 6 mai 1999           |       | Parti travailliste  | 4 mai 2007 — 31 mars 2011       |
| Jeff Cuthbert ,       | 4 juin 1948        | Caerphilly                              | Circonscription      | 1er mai 2003         |       | Parti travailliste  | 4 mai 2007 — 31 mars 2011       |
| Jane Davidson ,       | 19 mars 1957       | Pontypridd                              | Circonscription      | 6 mai 1999           |       | Parti travailliste  | 4 mai 2007 — 31 mars 2011       |
| Alun Davies ,         | 12 février 1964    | Mid and West Wales                      | Région               | 3 mai 2007           |       | Parti travailliste  | 4 mai 2007 — 31 mars 2011       |
| Andrew Davies ,       | 5 mai 1952         | Swansea West                            | Circonscription      | 6 mai 1999           |       | Parti travailliste  | 4 mai 2007 — 31 mars 2011       |
| Andrew R. T. Davies , | 8 avril 1968       | South Wales Central                     | Région               | 3 mai 2007           |       | Conservateurs       | 4 mai 2007 — 31 mars 2011       |
| Jocelyn Davies ,      | 18 juin 1959       | South Wales East                        | Région               | 6 mai 1999           |       | Plaid               | 4 mai 2007 — 31 mars 2011       |
| Paul Davies ,         | 2 janvier 1969     | Preseli Pembrokeshire                   | Circonscription      | 3 mai 2007           |       | Conservateurs       | 4 mai 2007 — 31 mars 2011       |
| Dafydd Elis-Thomas ,  | 18 octobre 1946    | Dwyfor Meirionnydd                      | Circonscription      | 3 mai 2007           |       | Plaid               | 4 mai 2007 — 31 mars 2011       |
| Nerys Evans ,         | 22 mars 1980       | Mid and West Wales                      | Région               | 3 mai 2007           |       | Plaid               | 4 mai 2007 — 31 mars 2011       |
| Chris Franks ,        | 2 août 1951        | South Wales Central                     | Région               | 3 mai 2007           |       | Plaid               | 4 mai 2007 — 31 mars 2011       |
| Mike German ,         | 8 mai 1945         | South Wales East                        | Région               | 6 mai 1999           |       | Démocrates libéraux | 4 mai 2007 — 1er juillet 2010   |
| Veronica German       | 12 février 1957    | South Wales East                        | Région               | 1er juillet 2010     |       | Démocrates libéraux | 1er juillet 2010 — 31 mars 2011 |
| Brian Gibbons ,       | 25 août 1950       | Aberavon                                | Circonscription      | 6 mai 1999           |       | Parti travailliste  | 4 mai 2007 — 31 mars 2011       |
| William Graham ,      | 18 novembre 1949   | South Wales East                        | Région               | 6 mai 1999           |       | Conservateurs       | 4 mai 2007 — 31 mars 2011       |
| Janice Gregory ,      | 10 janvier 1955    | Ogmore                                  | Circonscription      | 6 mai 1999           |       | Parti travailliste  | 4 mai 2007 — 31 mars 2011       |
| John Griffiths ,      | 19 décembre 1956   | Newport East                            | Circonscription      | 6 mai 1999           |       | Parti travailliste  | 4 mai 2007 — 31 mars 2011       |
| Lesley Griffiths ,    | 8 janvier 1960     | Wrexham                                 | Circonscription      | 3 mai 2007           |       | Parti travailliste  | 4 mai 2007 — 31 mars 2011       |
| Edwina Hart ,         | 26 avril 1957      | Gower                                   | Circonscription      | 6 mai 1999           |       | Parti travailliste  | 4 mai 2007 — 31 mars 2011       |
| Jane Hutt ,           | 15 décembre 1949   | Vale of Glamorgan                       | Circonscription      | 6 mai 1999           |       | Parti travailliste  | 4 mai 2007 — 31 mars 2011       |
| Mark Isherwood ,      | 21 janvier 1959    | North Wales                             | Région               | 1er mai 2003         |       | Conservateurs       | 4 mai 2007 — 31 mars 2011       |
| Irene James ,         | 1952               | Islwyn                                  | Circonscription      | 1er mai 2003         |       | Parti travailliste  | 4 mai 2007 — 31 mars 2011       |
| Bethan Jenkins ,      | 9 décembre 1981    | South Wales West                        | Région               | 3 mai 2007           |       | Plaid               | 4 mai 2007 — 31 mars 2011       |
| Alun Ffred Jones ,    | 29 octobre 1949    | Arfon                                   | Circonscription      | 3 mai 2007           |       | Plaid               | 4 mai 2007 — 31 mars 2011       |
| Ann Jones ,           | 4 novembre 1953    | Vale of Clwyd                           | Circonscription      | 6 mai 1999           |       | Parti travailliste  | 4 mai 2007 — 31 mars 2011       |
| Carwyn Jones ,        | 21 mars 1967       | Bridgend                                | Circonscription      | 6 mai 1999           |       | Parti travailliste  | 4 mai 2007 — 31 mars 2011       |
| Elin Jones ,          | 1er septembre 1966 | Ceredigion                              | Circonscription      | 6 mai 1999           |       | Plaid               | 4 mai 2007 — 31 mars 2011       |
| Gareth Jones ,        | 14 mai 1939        | Aberconwy                               | Circonscription      | 3 mai 2007           |       | Plaid               | 4 mai 2007 — 31 mars 2011       |
| Helen Mary Jones ,    | 29 juin 1960       | Llanelli                                | Circonscription      | 3 mai 2007           |       | Plaid               | 4 mai 2007 — 31 mars 2011       |
| Ieuan Wyn Jones ,     | 22 mai 1949        | Ynys Môn                                | Circonscription      | 6 mai 1999           |       | Plaid               | 4 mai 2007 — 31 mars 2011       |
| Trish Law ,           | 17 mars 1954       | Blaenau Gwent                           | Circonscription      | 29 juin 2006         |       | Non-inscrite        | 4 mai 2007 — 31 mars 2011       |
| Huw Lewis ,           | 17 janvier 1964    | Merthyr Tydfil and Rhymney              | Circonscription      | 6 mai 1999           |       | Parti travailliste  | 4 mai 2007 — 31 mars 2011       |
| David Lloyd ,         | 2 décembre 1956    | South Wales West                        | Région               | 6 mai 1999           |       | Plaid               | 4 mai 2007 — 31 mars 2011       |
| Val Lloyd ,           | 16 novembre 1943   | Swansea East                            | Circonscription      | 27 septembre 2001    |       | Parti travailliste  | 4 mai 2007 — 31 mars 2011       |
| David Melding ,       | 28 août 1962       | South Wales Central                     | Région               | 6 mai 1999           |       | Conservateurs       | 4 mai 2007 — 31 mars 2011       |
| Sandy Mewies ,        | 16 février 1950    | Delyn                                   | Circonscription      | 1er mai 2003         |       | Parti travailliste  | 4 mai 2007 — 31 mars 2011       |
| Darren Millar ,       | 27 juillet 1976    | Clwyd West                              | Circonscription      | 3 mai 2007           |       | Conservateurs       | 4 mai 2007 — 31 mars 2011       |
| Jonathan Morgan ,     | 12 novembre 1974   | Cardiff North                           | Circonscription      | 6 mai 1999           |       | Conservateurs       | 4 mai 2007 — 31 mars 2011       |
| Rhodri Morgan ,       | 29 septembre 1939  | Cardiff West                            | Circonscription      | 6 mai 1999           |       | Parti travailliste  | 4 mai 2007 — 31 mars 2011       |
| Lynne Neagle ,        | 18 janvier 1968    | Torfaen                                 | Circonscription      | 6 mai 1999           |       | Parti travailliste  | 4 mai 2007 — 31 mars 2011       |
| Nick Ramsay ,         | 10 juin 1975       | Monmouth                                | Circonscription      | 3 mai 2007           |       | Conservateurs       | 4 mai 2007 — 31 mars 2011       |
| Jenny Randerson ,     | 26 mai 1948        | Cardiff Central                         | Circonscription      | 6 mai 1999           |       | Démocrates libéraux | 4 mai 2007 — 31 mars 2011       |
| Janet Ryder ,         | 21 juin 1955       | North Wales                             | Région               | 6 mai 1999           |       | Plaid               | 4 mai 2007 — 31 mars 2011       |
| Carl Sargeant ,       | 27 juillet 1968    | Alyn and Deeside                        | Circonscription      | 1er mai 2003         |       | Parti travailliste  | 4 mai 2007 — 31 mars 2011       |
| Karen Sinclair ,      | 20 novembre 1952   | Clwyd South                             | Circonscription      | 6 mai 1999           |       | Parti travailliste  | 4 mai 2007 — 31 mars 2011       |
| Gwenda Thomas ,       | 22 janvier 1942    | Neath                                   | Circonscription      | 6 mai 1999           |       | Parti travailliste  | 4 mai 2007 — 31 mars 2011       |
| Rhodri Glyn Thomas ,  | 11 avril 1953      | Carmarthen East and Dinefwr             | Circonscription      | 6 mai 1999           |       | Plaid               | 4 mai 2007 — 31 mars 2011       |
| Joyce Watson ,        | 2 mai 1955         | Mid and West Wales                      | Région               | 3 mai 2007           |       | Parti travailliste  | 4 mai 2007 — 31 mars 2011       |
| Brynle Williams ,     | 9 janvier 1949     | North Wales                             | Région               | 1er mai 2003         |       | Conservateurs       | 4 mai 2007 — 31 mars 2011       |
| Kirsty Williams ,     | 19 mars 1971       | Brecon and Radnorshire                  | Circonscription      | 6 mai 1999           |       | Démocrates libéraux | 4 mai 2007 — 31 mars 2011       |
| Leanne Wood ,         | 13 décembre 1971   | South Wales Central                     | Région               | 1er mai 2003         |       | Plaid               | 4 mai 2007 — 31 mars 2011       |

## Doyen et benjamine de l’Assemblée
Âgé de 67 ans, 11 mois et 20 jours, Gareth Jones est le doyen de l’Assemblée (Dean of the Assembly) à l’entrée en fonction de la mandature. À 25 ans, 4 mois et 25 jours, Bethan Jenkins en est la benjamine (Baby of the Assembly).